# Магерея
Магерея (норв. Magerøya, півн.-саам. Máhkarávju — бідний острів) — великий острів в області (фюльке) Фіннмарк, в найпівнічнішій частині Норвегії. 
У південній частині острова знаходяться залишки давніх поселень людини, які датуються археологами як засновані від 8300  до 10 000 р. до н. е.

## Галерея

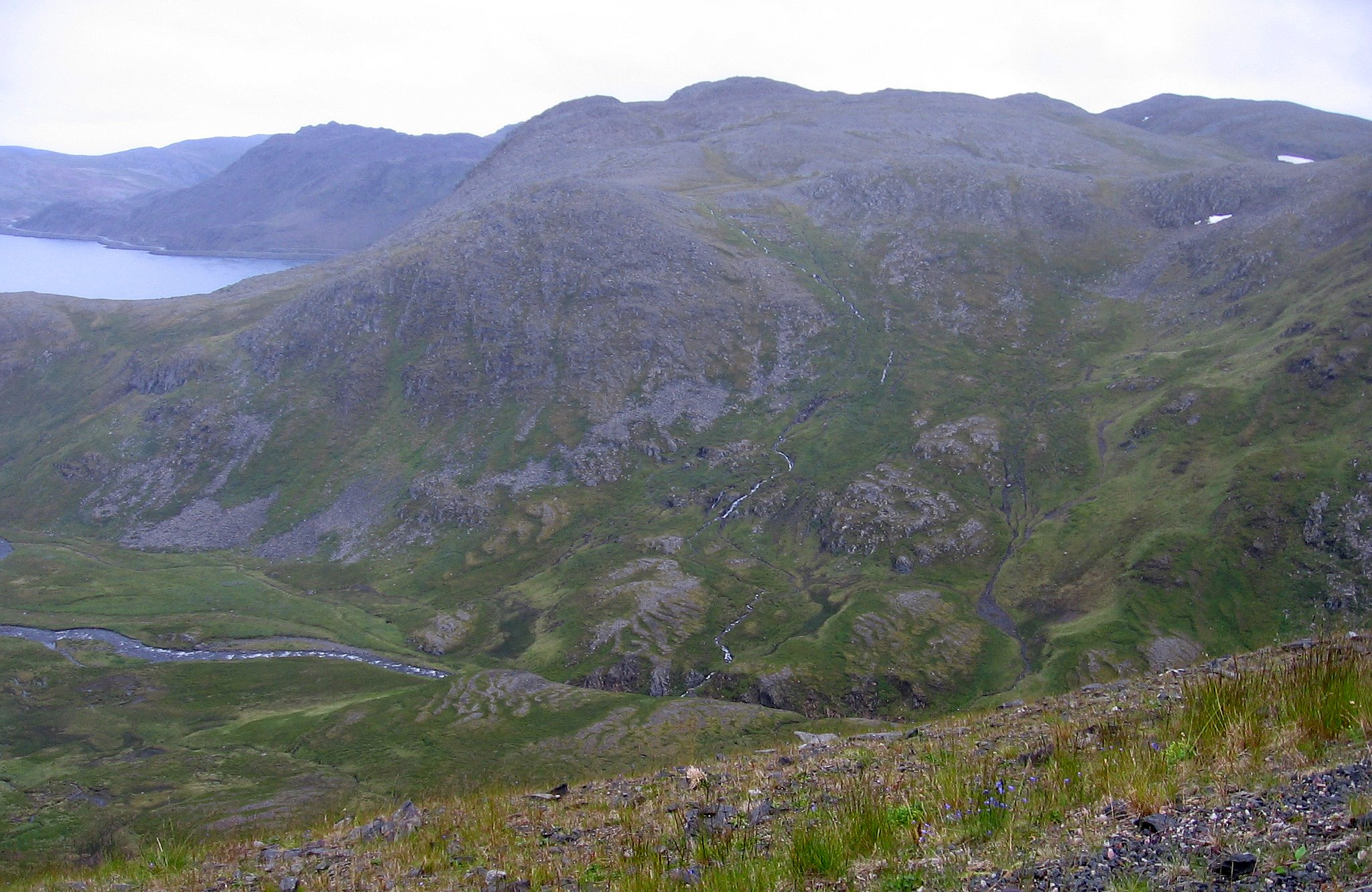
Вигляд з траси 69
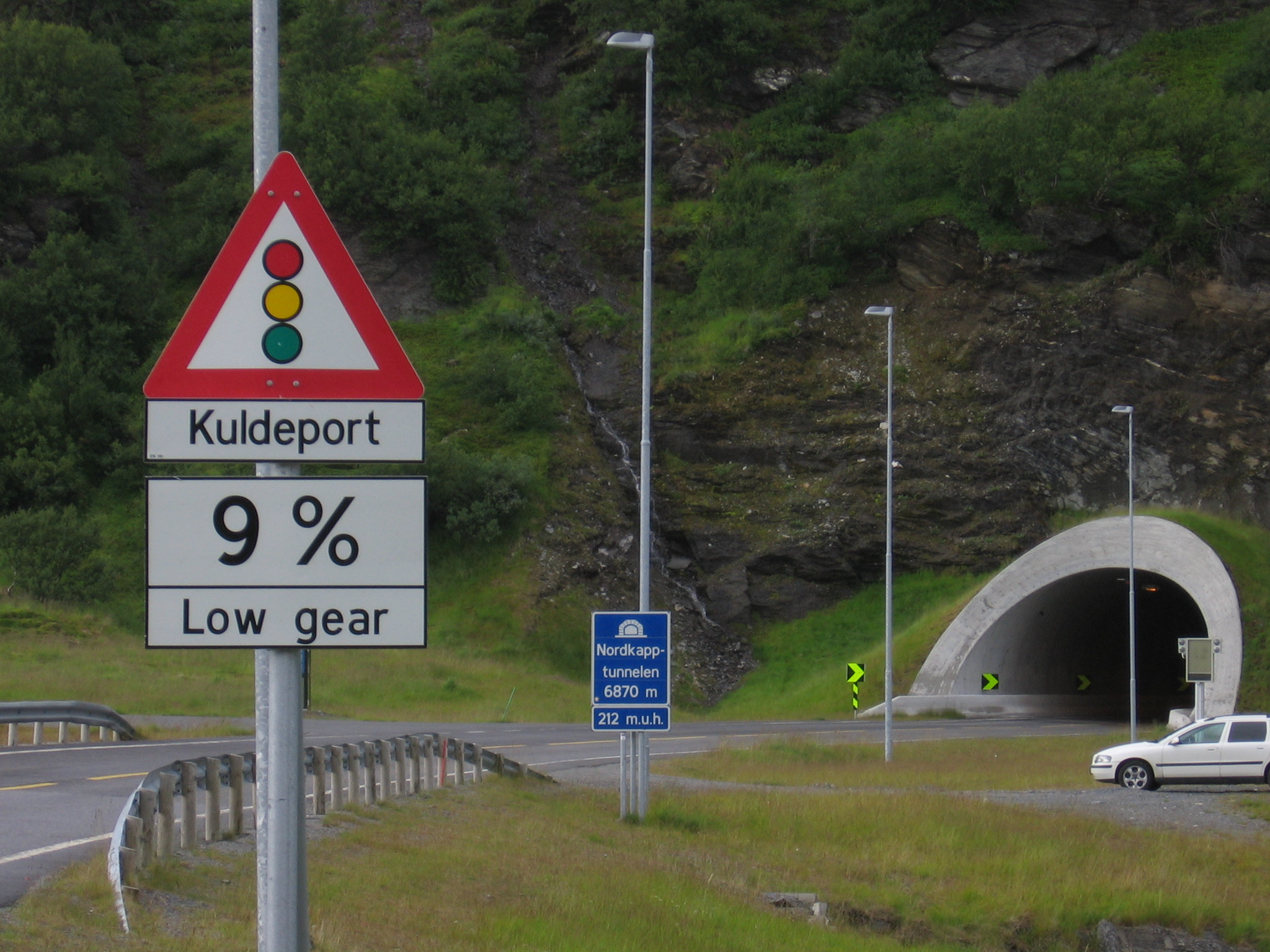
В'їзд в тунель Нордкап
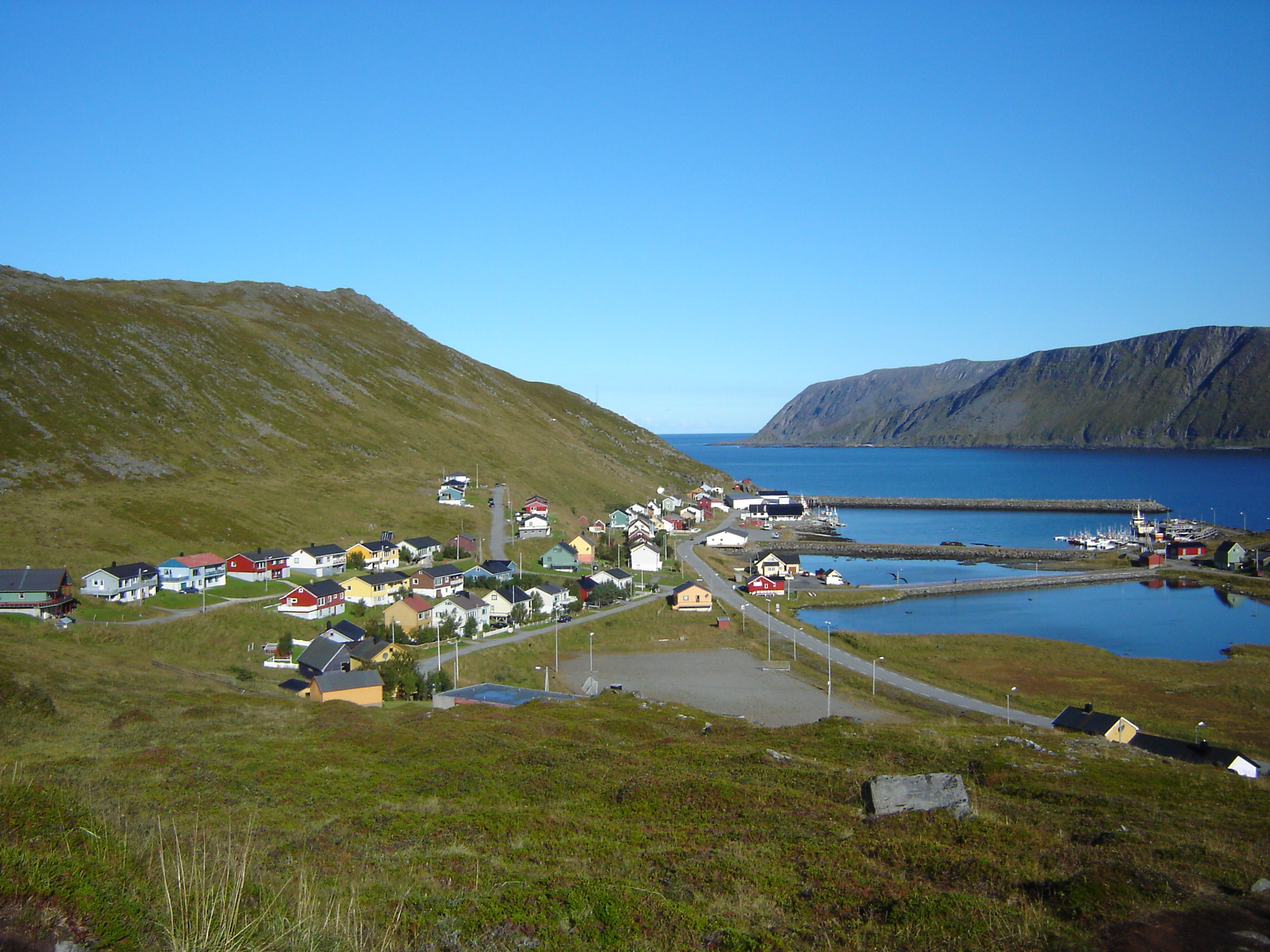
Село Скарсваг, в якому знаходяться одні з найпівнічніших в світі дерев
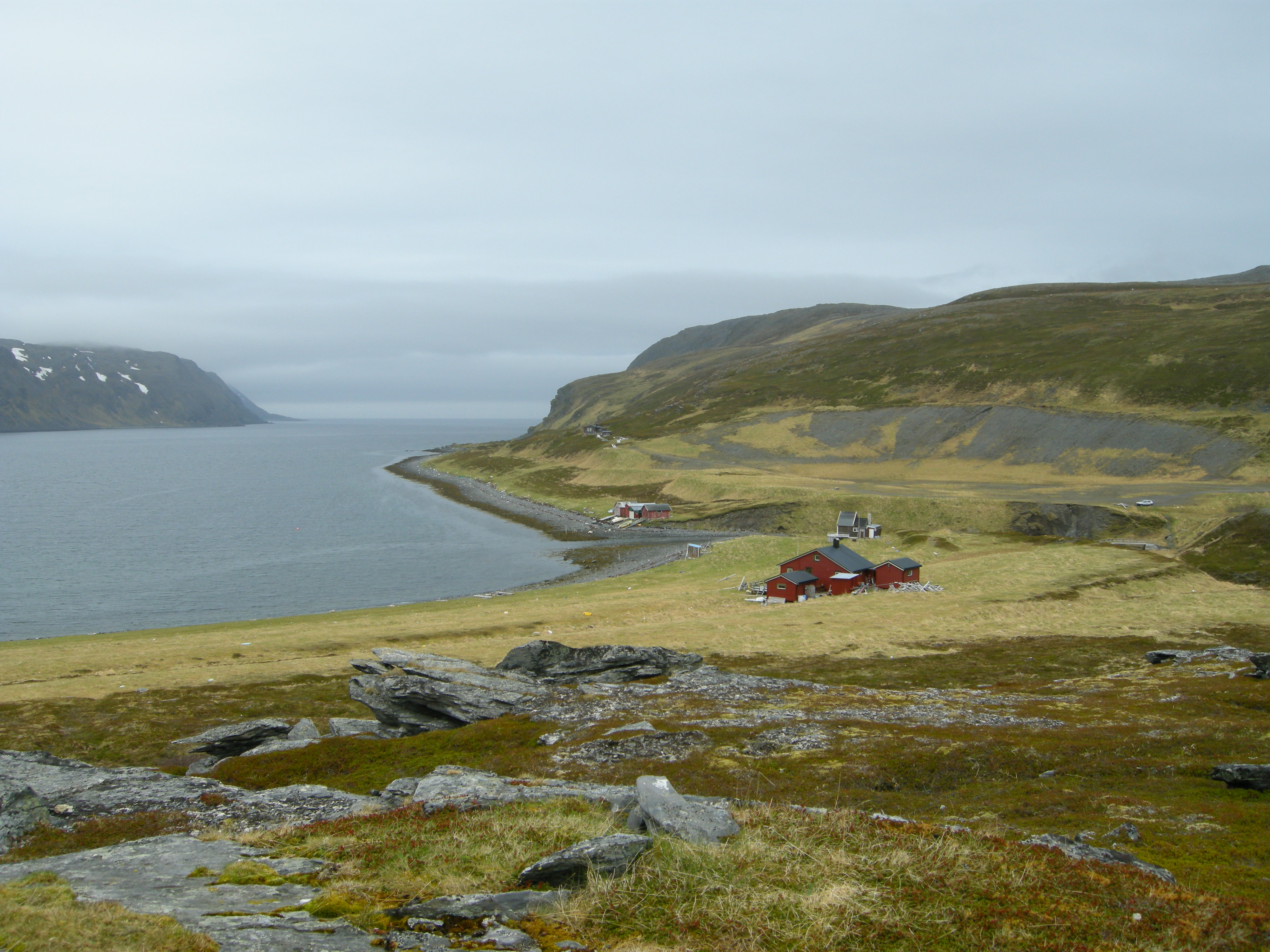
Маленьке село Туфйорден

| Норвегія | Це незавершена стаття з географії Норвегії. Ви можете допомогти проєкту, виправивши або дописавши її. |